# Клекачковые
Клека́чковые (лат. Staphyleáceae) — семейство кустарников и небольших деревьев, включающее три рода из Америки и Евразии.
В системе классификации Кронквиста (1981) семейство Клекачковые входит в порядок Сапиндоцветные (Sapindales).

## Роды
В рамках семейства выделяют три рода:
- Euscaphis Siebold & Zucc. — Эускафис. Род из Восточной Азии.
- Staphylea L. typus — Клекачка, или Стафилея. Род с обширным ареалом: виды стафилеи произрастают и в Евразии, и в Северной Америке.
- Turpinia Vent. — Турпиния. Самый крупный род в семействе. Ареал рода охватывает тропические и субтропические области Азии, Центральной и Южной Америки.

Ранее в это семейство также включали род Таписция (Tapiscia) из Китая и род Уэртея (Huertea) из Вест-Индии, Колумбии и Перу. В Системе APG II эти роды выделены в отдельное семейство Таписциевые (Tapisciaceae), входящее в группу Эурозиды II.